# Paul Vittorelli

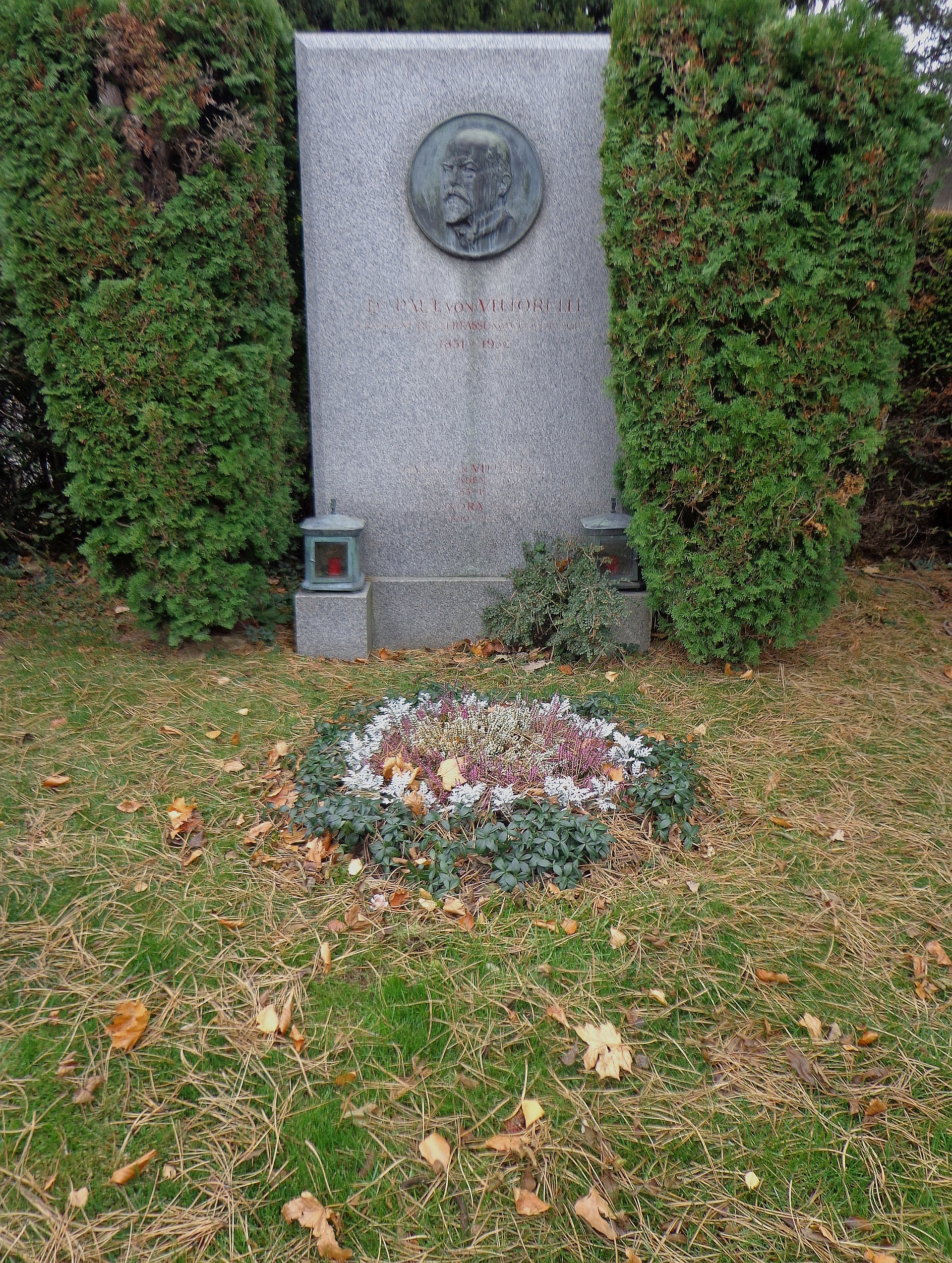
Wiener Zentralfriedhof – Ehrengrab von Paul von Vittorelli

Paul Vittorelli, bis 3. April 1919 von Vittorelli, (* 9. März 1851 in Triest, Kaisertum Österreich; † 20. April 1932 in Wien) war ein österreichischer Jurist und Richter im kaiserlichen und im republikanischen Österreich.

## Leben
Der in Bozen geborene Vater Heinrich von Vittorelli (1825–1907) war seit 1850 in der Triestiner Niederlassung des Handelsgeschäfts und Industrieunternehmens seines Schwiegervaters Johann Putzer von Reibegg beschäftigt. Heinrich von Vittorelli ließ 1894 den „altererbten italienischen Adel“ der Vittorelli in Österreich bestätigen. Der k.u.k. Regimentskommandeur Richard von Vittorelli war ein jüngerer Bruder Pauls. Paul von Vittorelli heiratete Franziska Ladenbauer (1853–1915), mit der er drei Töchter hatte.
Von Vittorelli studierte Jus an der Universität Graz und der Universität Wien und trat 1873 in den richterlichen Dienst Cisleithaniens. Während seines Studiums wurde er 1870 Mitglied der Burschenschaft Stiria Graz.
1897 wurde das speziell für Exekution (gerichtliche Pfändung) zuständige Exekutionsgericht Wien nach seinem Konzept eingerichtet, von Vittorelli bis 1903 die Leitung des Gerichts übertragen. Später wurde er zum Präsidenten des Straflandesgerichtes Wien und des Oberlandesgerichtes Wien berufen.
Vom 27. Oktober 1918 an war er als Mitglied des so genannten „Liquidationsministeriums“ Lammasch, das die Auflösung der österreichischen Reichshälfte Österreich-Ungarns zu administrieren hatte, soweit das von Wien aus möglich war, Minister der Justiz. Ab Anfang November übergab er seine Agenden an den deutschösterreichischen Staatsrat bzw. an den von diesem am 30. Oktober 1918 eingesetzten Staatssekretär für Justiz, Julius Roller. Die formelle Enthebung der Regierung Lammasch durch Kaiser Karl I. erfolgte am 11. November 1918, als der Kaiser seinen Thronverzicht erklärte.
Seine berufliche Qualifikation machte Vittorelli auch in der neuen Republik Österreich zu einem gefragten Juristen. Er wurde vom deutschösterreichischen Staatsrat zum Präsidenten des am 25. Jänner 1919 neu gegründeten Verfassungsgerichtshofs berufen und behielt dieses Amt bis zum 15. Februar 1930, als nach einer Verfassungsnovelle alle Verfassungsrichter neu bestellt wurden.

## Auszeichnungen
- Großkreuz des Franz-Joseph-Ordens[1]

## Schriften

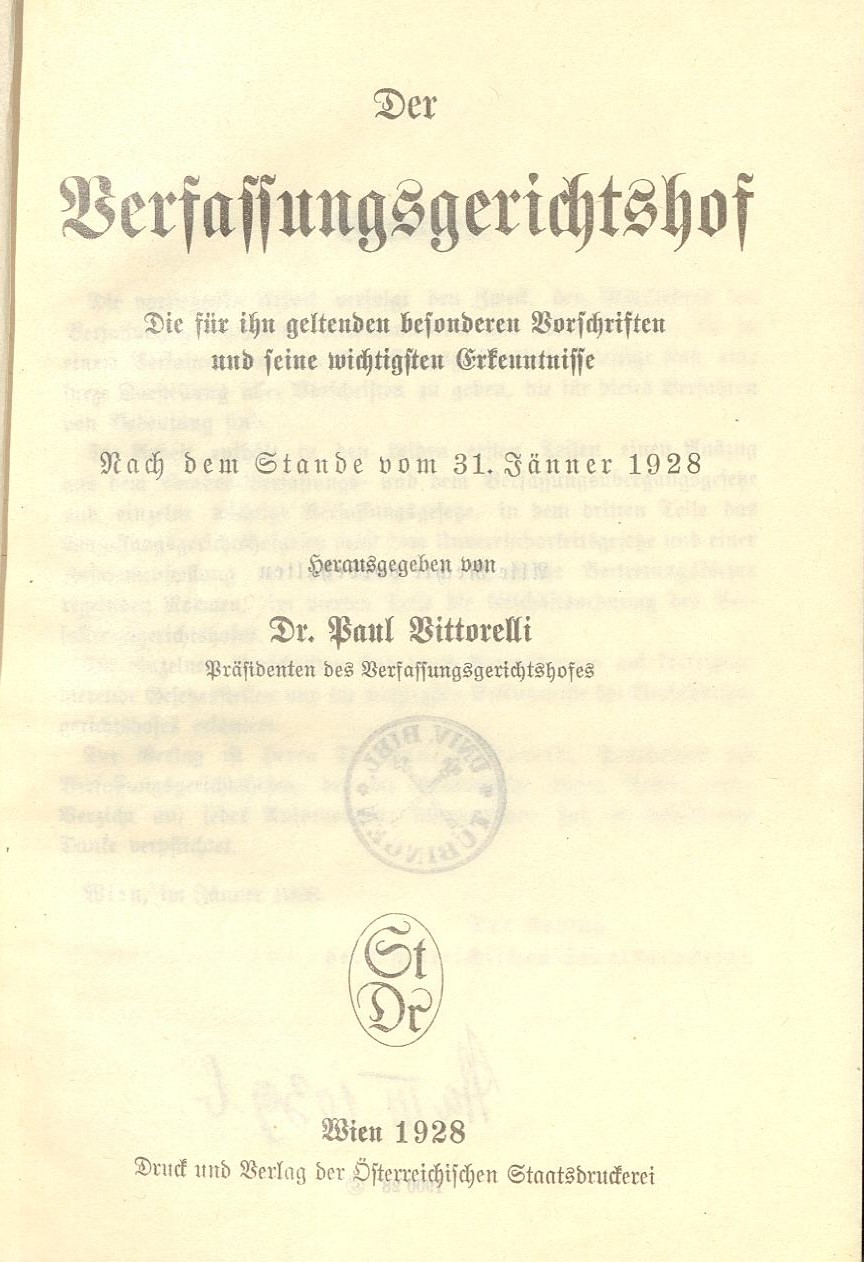
Der Verfassungsgerichtshof (1928)

- Römische Rechtsgeschichte und System des römischen Privatrechts von Eduard Heilfron. Für Österreich bearb. von Paul von Vittorelli und Alfred Bloch. Berlin 1905.
- Schriftsätze im Exekutions- und Sicherungsverfahren,  Von Paul von Vittorelli, Alfred Bloch und Hanns Fischböck, Wien 1900
- Zusammenstellung der anweisenden Behörden und auszahlenden Cassen im Sinne des § 295 der Executionsordnung. Bearb. … von Paul von Vittorelli unter Mitwirkung von Hans Fischböck und Josef Berkovits, Wien 1901
- Der Verfassungsgerichtshof. Die für ihn geltenden besonderen Vorschriften und seine wichtigsten Erkenntnisse. Nach dem Stande vom 31. Jän. 1928. Hrsg. von Paul Vittorelli, Handausgabe der österr. Gesetze und Verordnungen. 242., Wien, 1928

## Ehrengrab
Paul Vittorelli ist in einem Ehrengrab der Stadt Wien auf dem Wiener Zentralfriedhof, Gruppe 14 C, Nr. 5, bestattet.